# Saint-Pierre-Aigle
 Saint-Pierre-Aigle  là một xã ở tỉnh Aisne, vùng Hauts-de-France thuộc miền bắc nước Pháp.